# Oscar Olsen
Oscar Gustave Olsen (Oslo, 15 dicembre 1875 – Chicago, 5 dicembre 1962) è stato un tiratore di fune e sollevatore statunitense.

## Biografia
Ha partecipato ai giochi olimpici di St. Louis del 1904, dove ha vinto, con la squadra del Milwaukee Athletic Club, la medaglia d'oro nel tiro alla fune, sconfiggendo in finale la squadra statunitense del New York Athletic Club.
Nella stessa edizione ha partecipato alla gara del sollevamento pesi a due mani, classificandosi al quarto posto.

## Palmarès
In carriera ha conseguito i seguenti risultati:
- Giochi olimpici

St. Louis 1904: oro nel tiro alla fune.